# Eisner-díj a legjobb új sorozatnak
Ebben a listában az Eisner-díj „legjobb új sorozat” kategóriájának jelöltjei és nyertesei találhatóak.
| Év   | Sorozat                               | Alkotók                                                                                  | Kiadó                                |
| ---- | ------------------------------------- | ---------------------------------------------------------------------------------------- | ------------------------------------ |
| 2013 | Adventure Time                        | SRyan North (író), Shelli Paroline és Braden Lamb (rajzolók)                             | kaboom!                              |
| 2013 | Bandette                              | Paul Tobin (író) és Colleen Coover (rajzoló)                                             | Monkeybrain                          |
| 2013 | Fatale                                | Ed Brubaker (író) és Sean Phillips (rajzoló)                                             | Image Comics                         |
| 2013 | Hawkeye                               | Matt Fraction (író) és David Aja (rajzoló)                                               | Marvel Comics                        |
| 2013 | Saga                                  | Brian K. Vaughan (író) és Fiona Staples (rajzoló)                                        | Image Comics                         |
| 2012 | A kategóriában nem osztottak díjat    | A kategóriában nem osztottak díjat                                                       | A kategóriában nem osztottak díjat   |
| 2011 | American Vampire                      | Scott Snyder és Stephen King (írók), valamint Rafael Albuquerque (rajzoló)               | Vertigo                              |
| 2011 | iZombie                               | Chris Roberson (író) és Michael Allred (rajzoló)                                         | Vertigo                              |
| 2011 | Marineman                             | Ian Churchill                                                                            | Image Comics                         |
| 2011 | Morning Glories                       | Nick Spencer (író) és Joe Eisma (rajzoló)                                                | Image Comics                         |
| 2011 | Superboy                              | Jeff Lemire (író) és Pier Gallo (rajzoló)                                                | DC Comics                            |
| 2010 | Chew                                  | John Layman (író) és Rob Guillory (rajzoló)                                              | Image Comics                         |
| 2010 | Do Androids Dream of Electric Sheep?  | Philip K. Dick (író) és Tony Parker (rajzoló)                                            | Boom! Studios                        |
| 2010 | Irredeemable                          | Mark Waid (író) és Peter Krause (rajzoló)                                                | Boom! Studios                        |
| 2010 | Sweet Tooth                           | Jeff Lemire                                                                              | Vertigo                              |
| 2010 | The Unwritten                         | Mike Carey (író) és Peter Gross (rajzoló)                                                | Vertigo                              |
| 2009 | Air                                   | G. Willow Wilson (író) és M. K. Perker (rajzoló)                                         | Vertigo                              |
| 2009 | Echo                                  | Terry Moore                                                                              | Abstract Studio                      |
| 2009 | The Invincible Iron Man               | Matt Fraction (író) és Salvador Larocca (rajzoló)                                        | Marvel Comics                        |
| 2009 | Madame Xanadu                         | Matt Wagner (író) és Amy Reeder Hadley (rajzoló)                                         | Vertigo                              |
| 2009 | Unknown Soldier                       | Joshua Dysart (író) és Alberto Ponticelli (rajzoló)                                      | Vertigo                              |
| 2008 | Buffy the Vampire Slayer Season Eight | Joss Whedon és Brian K. Vaughan (írók), valamint Georges Jeanty (rajzoló)                | Dark Horse Comics                    |
| 2008 | The Immortal Iron Fist                | Ed Brubaker és Matt Fraction (írók), valamint David Aja (rajzoló) és mások               | Marvel Comics                        |
| 2008 | Johnny Hiro                           | Fred Chao                                                                                | AdHouse Books                        |
| 2008 | The Infinite Horizon                  | Gerry Duggan (író) és Phil Noto (rajzoló)                                                | Image Comics                         |
| 2008 | Scalped                               | Jason Aaron (író) és R. M. Guéra (rajzoló)                                               | Vertigo                              |
| 2007 | Criminal                              | Ed Brubaker (író) és Sean Phillips (rajzoló)                                             | Icon Comics                          |
| 2007 | East Coast Rising                     | Becky Cloonan                                                                            | Tokyopop                             |
| 2007 | Gumby                                 | Bob Burden (író) és Rick Geary (író és rajzoló)                                          | Wildcard Production                  |
| 2007 | Jack of Fables                        | Bill Willingham és Matthew Sturges (írók), valamint Tony Akins (rajzoló)                 | Vertigo                              |
| 2007 | The Lone Ranger                       | Brett Matthews (író) és Sergio Cariello (rajzoló)                                        | Dynamite Entertainment               |
| 2006 | All-Star Superman                     | Grant Morrison (író) és Frank Quitely (rajzoló)                                          | DC Comics                            |
| 2006 | Desolation Jones                      | Warren Ellis (író) és J. H. Williams III (rajzoló)                                       | Wildstorm                            |
| 2006 | Fell                                  | Warren Ellis (író) és Ben Templesmith (rajzoló)                                          | Image Comics                         |
| 2006 | Rocketo                               | Marie Taylor (író) és Frank Espinosa (író és rajzoló)                                    | Speakeasy Comics                     |
| 2006 | Young Avengers                        | Allan Heinberg (író) és Jim Cheung (rajzoló)                                             | Marvel Comics                        |
| 2005 | Astonishing X-Men                     | Joss Whedon (író) és John Cassaday (rajzoló)                                             | Marvel Comics                        |
| 2005 | Doc Frankenstein                      | Larry Wachowski és Andy Wachowski (írók), valamint Steve Skroce (rajzoló)                | Burlyman Entertainment               |
| 2005 | Ex Machina                            | Brian K. Vaughan (író) és Tony Harris (rajzoló)                                          | Wildstorm                            |
| 2005 | The Shaolin Cowboy                    | Geof Darrow                                                                              | Burlyman Entertainment               |
| 2004 | El Cazador                            | Chuck Dixon (író) és Steve Epting (rajzoló)                                              | CrossGen                             |
| 2004 | Invincible                            | Robert Kirkman (író) és Cory Walker (rajzoló)                                            | Image Comics                         |
| 2004 | The Losers                            | Andy Diggle (író) és Jock (rajzoló)                                                      | Vertigo                              |
| 2004 | Plastic Man                           | Kyle Baker                                                                               | DC Comics                            |
| 2004 | Sleeper                               | Ed Brubaker (író) és Sean Phillips (rajzoló)                                             | Wildstorm                            |
| 2004 | The Walking Dead                      | Robert Kirkman (író) és Tony Moore (rajzoló)                                             | Image Comics                         |
| 2003 | Fables                                | Bill Willingham (író), valamint Lan Medina, Mark Buckingham és Steve Leialoha (rajzolók) | Vertigo                              |
| 2003 | Forlorn Funnies                       | Paul Hornscheimeier                                                                      | Absence of Ink Press                 |
| 2003 | Gotham Central                        | Ed Brubaker és Greg Rucka (írók), valamint Michael Lark (rajzoló)                        | DC Comics                            |
| 2003 | Nowhere Girl                          | Justine Shaw                                                                             | magánkiadás                          |
| 2003 | Y: The Last Man                       | Brian K. Vaughan (író) és Pia Guerra (rajzoló)                                           | Vertigo                              |
| 2002 | Private Beach                         | David Hahn                                                                               | Slave Labor Graphics                 |
| 2002 | Queen and Country                     | Greg Rucka (író) és Steve Rolston (rajzoló)                                              | Oni Press                            |
| 2002 | Ruse                                  | Mark Waid (író) és Butch Guice (rajzoló)                                                 | CrossGen Comics                      |
| 2002 | Sandwalk Adventures                   | Jay Hosler                                                                               | Active Synapse                       |
| 2002 | True Story, Swear to God              | Tom Beland                                                                               | Clib’s Boy Comics                    |
| 2001 | Eagle                                 | Kavagucsi Kaidzsi                                                                        | Viz Media                            |
| 2001 | Lucifer                               | Mike Carey (író) és mások                                                                | Vertigo                              |
| 2001 | Powers                                | Brian Michael Bendis (író) és Michael Avon Oeming (rajzoló)                              | Image Comics                         |
| 2001 | The Red Star                          | Christian Gossett (író és rajzoló) és mások                                              | Image Comics                         |
| 2000 | Louis Riel                            | Chester Brown                                                                            | Drawn and Quarterly                  |
| 2000 | 100 Bullets                           | Brian Azzarello (író) és Eduardo Risso (rajzoló)                                         | Vertigo                              |
| 2000 | Planetary                             | Warren Ellis (író) és John Cassaday (rajzoló)                                            | Wildstorm                            |
| 2000 | Promethea                             | Alan Moore (író) és J. H. Williams III (rajzoló)                                         | America’s Best Comics                |
| 2000 | Top 10                                | Alan Moore (író), valamint Gene Ha és Zander Cannon (rajzolók)                           | America’s Best Comics                |
| 1999 | Age of Bronze                         | Eric Shanower                                                                            | Image Comics                         |
| 1999 | Colonia                               | Jeff Nicholson                                                                           | Colonia Press                        |
| 1999 | Inhumans                              | Paul Jenkins (író) és Jae Lee                                                            | Marvel Comics                        |
| 1999 | Lenore                                | Roman Dirge                                                                              | Slave Labor Graphics                 |
| 1999 | Young Justice                         | Peter David (író) és Todd Nauck (rajzoló)                                                | DC Comics                            |
| 1998 | Castle Waiting                        | Linda Medley                                                                             | Olio Press                           |
| 1998 | Lost Stories                          | John Riley (író) és Garrett Berner (rajzoló)                                             | Creative Frontiers                   |
| 1998 | Soulwind                              | C. Scott Morse                                                                           | Image Comics                         |
| 1998 | Squee!                                | Johnen Vasquez                                                                           | Slave Labor Graphics                 |
| 1998 | A Touch of Silver                     | Jim Valentino                                                                            | Image Comics                         |
| 1997 | Barry Windsor-Smith: Storyteller      | Barry Windsor-Smith                                                                      | Dark Horse                           |
| 1997 | Coventry                              | Bill Willingham                                                                          | Fantagraphics Books                  |
| 1997 | Leave It to Chance                    | James Robinson (író) és Paul Smith (rajzoló)                                             | Homage Comics                        |
| 1997 | Nowhere                               | Debbie Drechsler                                                                         | Drawn and Quarterly                  |
| 1997 | The Wretch                            | Phillip Hester (író és rajzoló) és mások                                                 | Caliber Comics                       |
| 1996 | Black Hole                            | Charles Burns                                                                            | Kitchen Sink Press                   |
| 1996 | The Book of Ballads and Sagas         | Charles Vess (rajzoló) és mások                                                          | Green Man Press                      |
| 1996 | Kurt Busiek’s Astro City              | Kurt Busiek (író) és Brent Anderson (rajzoló)                                            | Juke Box Productions és Image Comics |
| 1996 | Optic Nerve                           | Adrian Tomine                                                                            | Drawn and Quarterly                  |
| 1996 | Preacher                              | Garth Ennis (író) és Steve Dillon (rajzoló)                                              | Vertigo                              |
| 1996 | Stray Bullets                         | David Lapham                                                                             | El Capitan Books                     |
| 1995 | Don Simpson’s Bizarre Heroes          | Don Simpson                                                                              | Fiasco Comics                        |
| 1995 | Roarin’ Rick’s Rare Bit Fiends        | Rick Veitch                                                                              | King Hell                            |
| 1995 | S. R. Bissette’s Tyrant               | Steve Bissette                                                                           | Spiderbaby Graphix                   |
| 1995 | THB                                   | Paul Pope                                                                                | Horse Press                          |
| 1995 | Too Much Coffee Man                   | Shannon Wheeler                                                                          | Adhesive Comics                      |
| 1994 | A kategóriában nem osztottak díjat    | A kategóriában nem osztottak díjat                                                       | A kategóriában nem osztottak díjat   |
| 1993 | A kategóriában nem osztottak díjat    | A kategóriában nem osztottak díjat                                                       | A kategóriában nem osztottak díjat   |
| 1992 | A kategóriában nem osztottak díjat    | A kategóriában nem osztottak díjat                                                       | A kategóriában nem osztottak díjat   |
| 1991 | A kategóriában nem osztottak díjat    | A kategóriában nem osztottak díjat                                                       | A kategóriában nem osztottak díjat   |
| 1990 | Nem osztottak díjat                   | Nem osztottak díjat                                                                      | Nem osztottak díjat                  |
| 1989 | Animal Man                            | Grant Morrison (író) és Chas Truog (rajzoló)                                             | DC Comics                            |
| 1989 | Excalibur                             | Chris Claremont (író) és Alan Davis (rajzoló)                                            | Marvel Comics                        |
| 1989 | Kings in Disguise                     | James Vance (író) és Dan Burr (rajzoló)                                                  | Kitchen Sink Press                   |
| 1989 | Maze Agency                           | Mike W. Barr (író) és Adam Hughes (rajzoló)                                              | Comico Comics                        |
| 1989 | V for Vendetta                        | Alan Moore (író) és David Lloyd (rajzoló)                                                | DC Comics                            |
| 1988 | The American                          | Mark Verheiden (író) és Chris Warner (rajzoló)                                           | Dark Horse Comics                    |
| 1988 | Concrete                              | Paul Chadwick                                                                            | Dark Horse Comics                    |
| 1988 | Eddy Current                          | Ted McKeever                                                                             | Mad Dog Graphics                     |